# Courrier des statistiques
Le Courrier des statistiques est une publication statistique de l'Institut national de la statistique et des études économiques (INSEE). Elle est créée au début de l'année 1977.
La revue est présentée comme devant donner trimestriellement des informations sur l'organisation des services, l'encadrement, les outils statistiques et les travaux en cours de l'INSEE. Elle est diffusée directement auprès des ministères.
En 1995, une version anglophone reprenant une sélection d'articles déjà publiés en français est créée : Courrier des statistiques, English series.
En septembre 2011, après 130 numéros publiés, l'édition est interrompue. Elle reprend en décembre 2018 sous forme semestrielle.